# Historická území království Pekče
Historická území království Pekče je pojmenování pro skupinu památek nacházejích se na území měst Iksan, Kongdžu a okresu Pujo, která byla v roce 2015 zapsána na seznam světového kulturního dědictví a sestává z osmi různých lokalit. Památky pocházejí z pozdního období království Päkče, tzn. mezi roky 475 a 660 našeho letopočtu. Pekče bylo jedním ze tří korejských království, které podle legendy vzniklo v roce 18 př. n. l. Stavby vydávají dle UNESCA svědectví o interakci starověkých království Číny, Japonska a Korey jak v oblasti technologické, tak i náboženské (šíření buddhismu).

## Soupis památek
- pevnost Gongsanseong
- královské hrobky v Songsan-ri
- pevnost Busosanseong a archeologická lokalita Gwanbuk-ri
- chrám Jeongnimsa
- královské hrobky v Neungsan-ri
- městské opevnění Naseongu
- archeologická lokalita Wanggung-ri
- chrám Mireuksa

## Fotogalerie

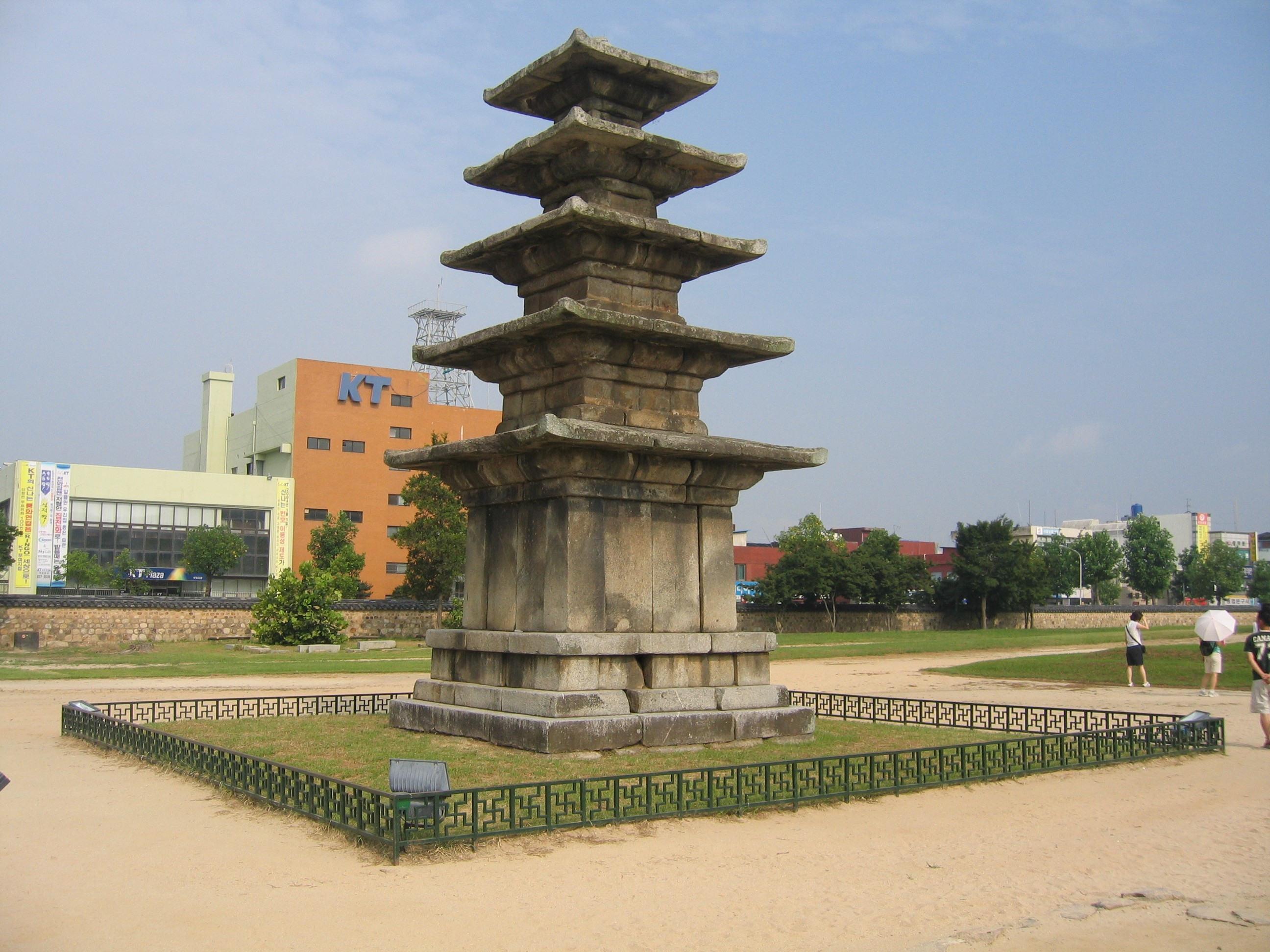
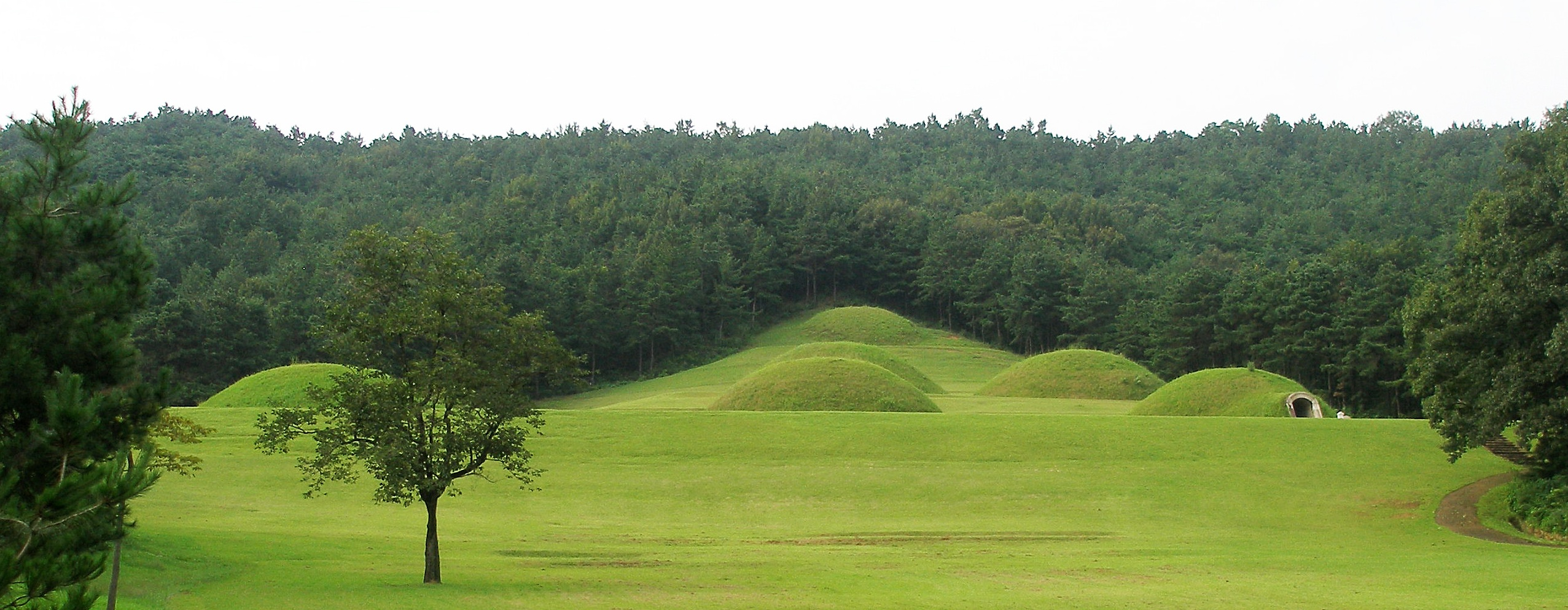
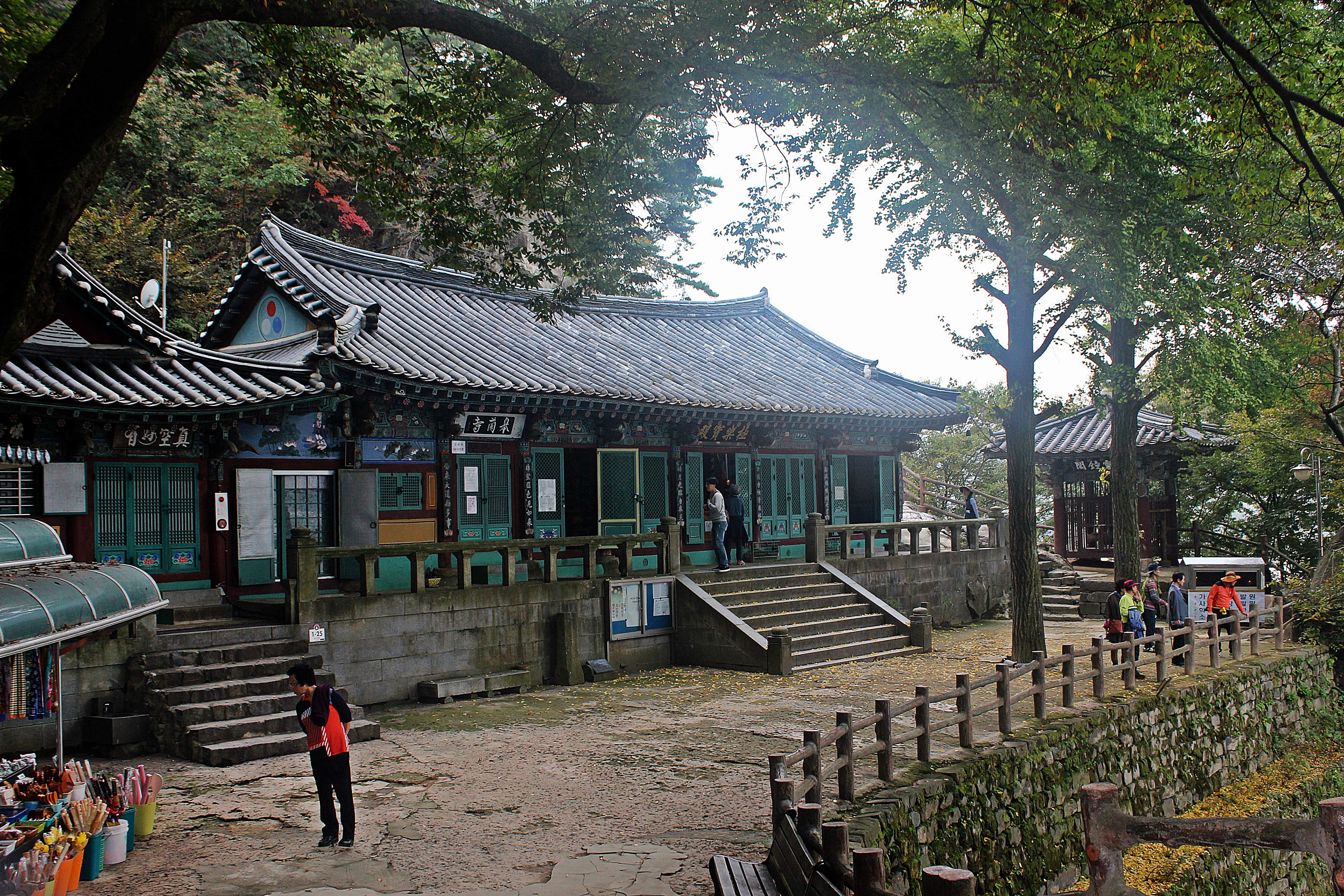
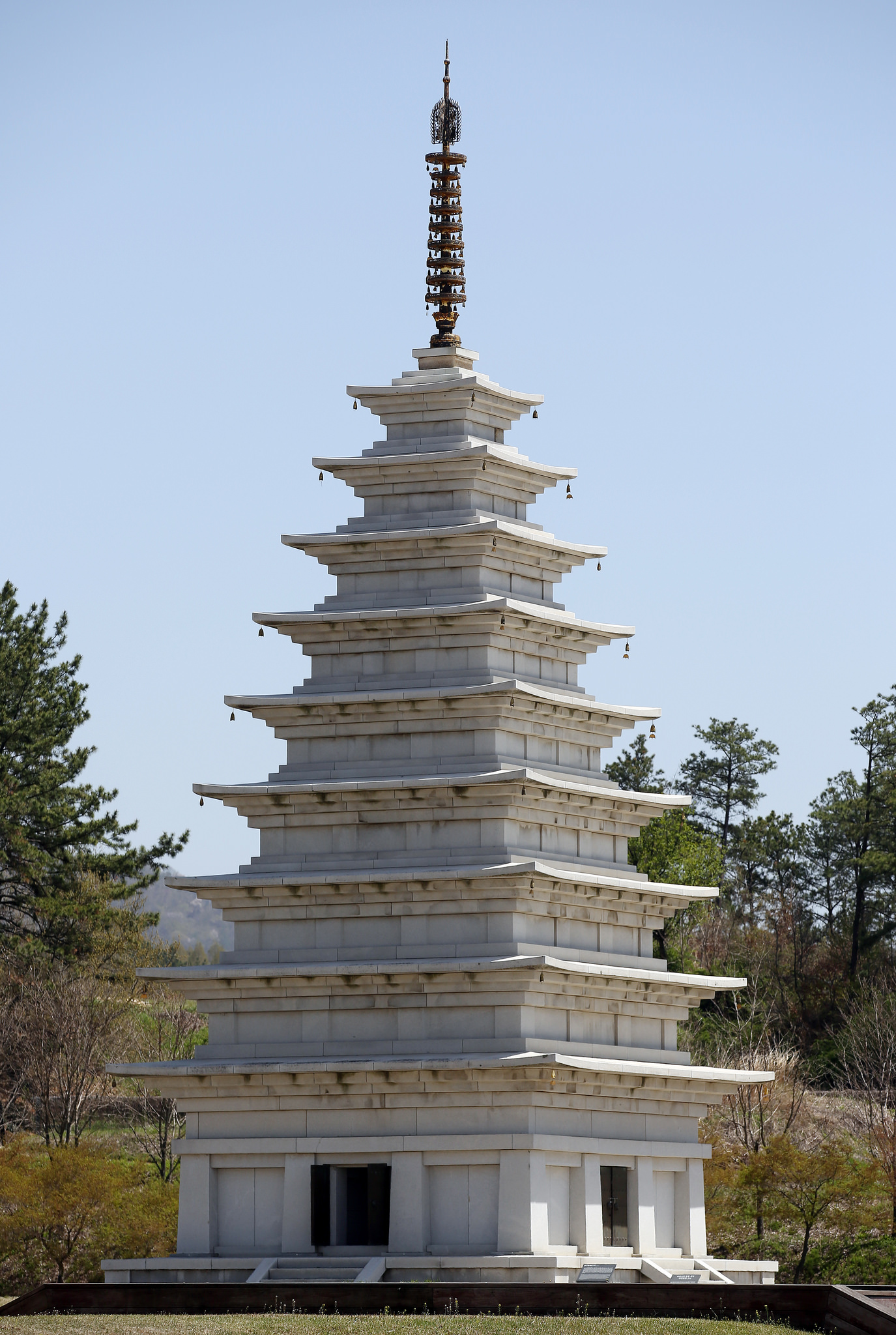